# Jöns Nordenhielm
Jöns Andersson Nordenhielm, född 20 oktober 1676, död 11 april 1743, var en svensk ämbetsman.

## Biografi
Jöns Nordenhielm föddes 1676. Han var son till professorn Andreas Nordenhielm och Christina Jönsdotter. Nordenhielm blev 17 december 1684 student vid Uppsala universitet och 19 februari 1698 auskultant i Svea hovrätt. Han blev 14 mars 1701 häradshövding i Södertörns domsaga och 22 januari 1702 assessor i Svea hovrätt. Nordenhielm blev 18 juli 1718 lagman i Kopparbergs läns lagsaga, 29 juli 1718 ordningsman och 1718 lagman i Nyköpings läns lagsaga. Han blev 22 april 1719 åter assessor i Svea hovrätt, 1720 hovrättsråd i Svea hovrätt och 6 mars 1724 vice president i Svea hovrätt. Nordenhielm uppfördes 1739 som förslag till riksråd, men avsade sig det. Han avled 1743.

### Familj
Nordenhielm gifte sig 20 september 1703 i Stockholm med Catharina Gackenholtz (död 1745), dotter till handlanden Henning Gackenholtz och Engel Ritter. De fick tillsammans barnen Christina Nordenhielm (född 1704), Catharina Nordenhielm, Anders Nordenhielm, Hedvig Nordenhielm (död 1756), som var gift med hovsekreteraren Samuel Wilhelm Samuelsson Törner, Juliana Nordenhielm (1713–1746), som var gift med notarien Gustaf Adelhielm, och aktuarien Carl Nordenhielm (1715–1792).